# Горека
Горека — село в Улётовском районе Забайкальского края России в составе сельского поселения «Горекацанское».

## География
Село находится в центральной части района на левом берегу реки Горека (левый приток Ингоды) на расстоянии примерно 45 километров (по прямой)  на юго-запад от села Улёты. 

## Климат
Климат характеризуется как резко континентальный с продолжительной холодной малоснежной зимой, тёплым летом и большими перепадами сезонных и суточных температур. Среднегодовая температура воздуха составляет 1,5 — 2 °С. Средняя многолетняя температура самого холодного месяца (января) составляет −24 — −22 °С (абсолютный минимум — −44 °С), температура самого тёплого (июля) — 14 — 16 °С (абсолютный максимум — 38 °С). Среднегодовое количество осадков — 300—500 мм.
Часовой пояс
Село Горека находится в часовой зоне МСК+6. Смещение применяемого времени относительно UTC составляет +9:00.

## История
Официальная дата основания 1707 год, селились здесь переселенцы-крестьяне. В 1876 году в Гореке начался отвод земли также и казакам Титовской станицы. В 1880 году у реки Гореки, за мостом была построена Покровская церковь. В советское время существовал колхоз «Заветы Ильича».

## Население
Постоянное население села составляло в 2002 году 340 человек (98% русские), в 2010  317 человек .